# Herb gminy Stara Błotnica
Herb gminy Stara Błotnica – jeden z symboli gminy Stara Błotnica, autorstwa Roberta Szydlika, ustanowiony 16 czerwca 2013.

## Wygląd i symbolika
Herb przedstawia na tarczy w polu błękitnym obniżony skos srebrny, obarczony trzema różami czerwonymi, z listkami zielonymi i środkiem złotym, nad którym lilia srebrna z łodyżką i główkami pręcików złotymi.
Skos obarczony różami to godło herbu Doliwa rodziny Błotnickich, pierwszych historycznych właścicieli Starej Błotnicy. Godło zostało uszczerbione poprzez obniżenie skosu w stosunku do standardowej pozycji tej figury heraldycznej. Lilia, przedstawiona jako lilia naturalna (nie fleur-de-lis), to jeden z atrybutów Najświętszej Marii Panny. Jej umieszczenie w herbie ma przypominać o kulcie maryjnym, którego ośrodkiem jest Sanktuarium Matki Bożej Pocieszenia w Starej Błotnicy. Znajduje się tam uznany za cudowny przez wiernych kościoła katolickiego w Polsce obraz Obraz Matki Bożej Pocieszenia.